# Eidgenössisch-Demokratische Union
Die Eidgenössisch-Demokratische Union (EDU) (französisch Union Démocratique Fédérale, italienisch Unione Democratica Federale, rätoromanisch Uniun democratica federala) ist eine christliche und nationalkonservative politische Partei in der Schweiz.

## Einführung
Die EDU Schweiz wurde 1975 gegründet und versteht sich als eine werteorientierte und bibeltreue Partei. Zwischen 1991 und 2011 sowie wieder seit 2019 war bzw. ist die EDU im Nationalrat vertreten, ausserdem stellt sie aktuell 21 kantonale Parlamentsmitglieder in fünf Kantonen. Die EDU bezeichnet sich explizit als christliche Partei. Gemäss den Statuten der EDU lassen sich ihre Mitglieder von folgenden Prinzipien leiten: «Denken, Reden und Handeln im Glauben an Jesus Christus und im Vertrauen auf die Bibel als Gottes Wort; wahrheitsgetreue, nicht kommerziell orientierte Information.» Das offizielle Parteiorgan ist in der Deutschschweiz der EDU-Standpunkt (Auflage 24'500) und in der Romandie das EDU Impulsion (Auflage 4000).

## Inhaltliches Profil
Die EDU hat ein klar konservatives Profil, besonders in der Gesellschafts- und Aussenpolitik. In den meisten Kantonen stimmt die EDU häufig mit dem bürgerlichen Lager, in sozial- und umweltpolitischen Fragen manchmal mit Links-Grün. Auf nationaler Ebene bildete die EDU zwischen 2003 und 2007 eine Fraktion mit der EVP, von 2009 bis 2011 war EDU-Nationalrat Andreas Brönnimann Mitglied der SVP-Fraktion, der auch der amtierende Nationalrat Andreas Gafner angehört. Die Smartvote-Profile der Nationalratswahlen 2019 deuteten darauf hin, dass die Kandidierenden der EDU ein relativ breites politisches Spektrum abdecken, das von einem gemässigt linken bis zu einem sehr rechten Konservativismus reicht.
2015 hat die EDU sechs Kernthemen formuliert, welche die wichtigsten Positionen der EDU zusammenfassen:
Kernthemen der EDU: «Für das Leben, Für die Familie, Für den Menschen, Für die Schweiz, Für Bedrohte, Für Versorgungssicherheit.»
In ihren Kernthemen fordert die EDU unter anderem Abtreibung wieder generell unter Strafe zu stellen und mehr Unterstützung für Familien. Sie spricht sich gegen aktive Sterbehilfe und Präimplantationsdiagnostik aus. Durch eine Reduktion der Nachfrage nach käuflichem Sex soll der Menschenhandel verstärkt bekämpft werden, und die Drogenpolitik soll stärker abstinenzorientiert ausgerichtet sein. Die EDU will das «jüdisch-christliche Erbe der Schweiz» verteidigen und setzt sich beispielsweise für die Beibehaltung des Schweizerpsalms als Nationalhymne ein. Die EDU spricht sich vehement gegen den EU-Beitritt aus und solidarisiert sich mit Israel und dem jüdischen Volk.
In ihrem Aktionsprogramm 2011–2015 nahm die EDU Stellung zu weiteren politischen Themen.

### Gesellschaftspolitik
In gesellschaftlichen Fragen tritt die EDU für die Stärkung der Eltern, die ihre Kinder selber betreuen, ein. Für sie gilt: «Die wichtigsten Bezugspersonen des Kindes sind idealerweise die Eltern». Deshalb unterstützte sie die Familieninitiative, welche Steuerabzüge auch für Eltern, die ihre Kinder selber betreuen, verlangt. Zudem verlangt sie Solidaritätsbeiträge von erwerbstätigen Personen ohne Kinder, gezielte Steuerentlastungen für tiefere und mittlere Einkommen von Familien mit Kindern und höhere Kinderzulagen. Die EDU kritisiert die Gleichstellungspolitik als «Kinder vernachlässigend». Auch lehnt sie die Gleichsetzung von Homosexuellen, Transgender und Intergeschlechtlichen mit Heterosexuellen ab. Auch die Gleichstellung von Mann und Frau lehnt sie ab. Weiter engagiert die EDU sich gegen Abtreibung, Sterbehilfe und die Ausbeutung der Frau durch sexistische Werbung. So fordert die EDU beispielsweise, dass Abtreibungen privat statt durch öffentliche Gelder finanziert werden sollen und der «Sterbetourismus» verboten wird. Weiter setzt sich die EDU für eine «abstinenzorientierte Drogenpolitik» und für ein Rauchverbot in Restaurants und Bars ein.

### Aussenpolitik
In der Aussenpolitik nimmt die EDU eine EU-, UNO- und NATO-kritische Position ein. So bezeichnet die EDU die EU als eine «supranationale Scheindemokratie», welche nicht der direkten Demokratie der Schweiz entspricht. Deshalb lehnt die EDU einen EU-Beitritt ab. Als Alternative sieht sie den bilateralen Weg, wobei nur für die Schweiz opportune Verträge befürwortet werden. Da die EDU in der erhöhten Zuwanderung ein Integrationsproblem sieht und um die Sicherheit zu erhöhen, möchte sie die Personenfreizügigkeit und das Schengen-Dublin-Abkommen mit der EU anpassen. Weiter macht sich die EDU für die immerwährende Neutralität stark. So bemängelt die EDU die Haltung des Bundesrates bezüglich des Nahostkonflikts als einseitig. Sie kritisierte das Eidgenössische Departement für auswärtige Angelegenheiten unter Micheline Calmy-Rey wegen der Empfangnahme der Hamas am 16. Juli 2009 und der tolerierenden Haltung gegenüber dem iranischen Präsidenten Ahmadinedschad nach dessen umstrittener Rede gegen Israel an der Anti-Rassismus-Konferenz in Genf. Die EDU fordert, dass die Schweizer Botschaft in die israelische Hauptstadt Jerusalem verlegt wird, und sieht Jerusalem inklusive Ost-Jerusalem als zu Israel gehörig an. Der Anerkennung des Staates Palästina begegnet sie mit Kritik. Die EDU ist gegen Auslandeinsätze der Schweizer Armee.

### Umweltpolitik
In der Umweltpolitik sieht die EDU das eigentliche Problem nicht im Klimawandel, sondern generell im enormen Verbrauch von Ressourcen und Energie. So fordert die EDU den Ersatz des Klimarappens und der CO2-Steuer durch eine zweckgebundene, zeitlich beschränkte Lenkungsabgabe auf der Mineralölsteuer für fossile Brenn- und Treibstoffe (Benzin etc.). Mit den Erträgen dieser Lenkungsabgabe sollen erneuerbare Energieträger (z. B. Wasser, Wind, Sonnenenergie etc.) gefördert und die Energieeffizienz verbessert werden. Langfristig möchte die EDU aus der Atomenergie aussteigen. Die EDU will den öffentlichen Verkehr stärken, jedoch neue Grossprojekte nur realisieren, wenn die Finanzierung gesichert ist.

### Sozialpolitik
In der Sozialpolitik möchte die EDU das Rentenalter nach oben flexibilisieren, um die AHV zu sichern. Personen, welche freiwillig länger als 65 arbeiten, sollen eine höhere AHV-Rente bekommen. Falls nötig, soll nicht die Mehrwertsteuer, sondern die Lohnabzüge und Beiträge des Bundes erhöht werden. Um die Verluste der Invalidenversicherung zu senken, sollen die Lohnbeiträge erhöht und die in den letzten fünf bis zehn Jahren neu hinzugekommenen IV-Renten erneut auf ihre Berechtigung überprüft werden. Für Arbeitgeber sollen finanzielle Anreize geschaffen werden, vermehrt Personen mit einer beschränkten Leistungsfähigkeit einzustellen.

## Geschichte
| Jahr | %      | Sitze | gewählt                                 |
| ---- | ------ | ----- | --------------------------------------- |
| 1975 | 0,35 % | 0     |                                         |
| 1979 | 0,25 % | 0     |                                         |
| 1983 | 0,39 % | 0     |                                         |
| 1987 | 0,92 % | 0     |                                         |
| 1991 | 1,00 % | 1     | Werner Scherrer (BE)                    |
| 1995 | 1,30 % | 1     | Werner Scherrer (BE)                    |
| 1999 | 1,25 % | 1     | Christian Waber (BE)                    |
| 2003 | 1,26 % | 2     | Christian Waber (BE) Markus Wäfler (ZH) |
| 2007 | 1,28 % | 1     | Christian Waber (BE)                    |
| 2011 | 1,26 % | 0     |                                         |
| 2015 | 1,19 % | 0     |                                         |
| 2019 | 1,05 % | 1     | Andreas Gafner (BE)                     |
| 2023 | 1,23 % | 2     | Andreas Gafner (BE) Erich Vontobel (ZH) |

Im Jahr 1975 wurde auf Initiative von Werner Scherrer die EDU gegründet. Werner Scherrer erlangte Anfang der 1970er-Jahre politische Bekanntheit mit seinem Engagement gegen die Aufhebung des Jesuitenverbots in der Bundesverfassung. Die Gründer der EDU setzten sich aus Mitgliedern der Evangelischen Volkspartei im Kanton Bern und der Nationalen Aktion gegen Überfremdung von Volk und Heimat (heute Schweizer Demokraten) sowie der Republikaner in den Kantonen Zürich und Waadt zusammen, darunter dem republikanischen Nationalrat Wilfried Naegeli.
Erstes Parteiorgan der EDU war das Blatt Eidgenoss von Max Wahl. Letzterer wurde 1983 wegen seines Antisemitismus aus derselben ausgeschlossen. Seit 1981 wird mit dem EDU-Standpunkt eine eigene Parteizeitung herausgegeben.
Im Jahr 1978 errang Werner Scherrer sein erstes Mandat im Grossen Rat des Kantons Bern. Im gleichen Jahr lancierte die EDU Kanton Bern eine Volksinitiative, welche «das öffentliche Entblössen der weiblichen Brüste» verbieten wollte (als Reaktion auf das Oben-ohne-Baden im Berner Marzilibad). Die Volksinitiative wurde aus formellen Gründen für ungültig erklärt.
In den 1970er- und 1980er-Jahren wuchs die EDU insbesondere im Umfeld konservativer freikirchlicher Gruppierungen, sowohl traditioneller als auch neu gegründeter. Die Sprache der EDU war in dieser Zeit von einem direktiven und aufgrund des Interesses am Dispensationalismus von einem endzeitlichen Ton geprägt. Im Kanton Bern konnte die EDU in den 80er-Jahren erste Erfolge an der Urne verbuchen. 1984 gewann die EDU das von ihr lancierte Referendum gegen das revidierte Filmgesetz. 1986 wurde die EDU-Verfassungsinitiative gegen Doppelmandate für Exekutivpolitiker vom Stimmvolk angenommen. 1989 gewann die EDU ein weiteres Referendum gegen das Gesetz über die Anerkennung religiöser Gemeinschaften.
1991 wurde mit EDU-Präsident Werner Scherrer erstmals ein Mitglied der EDU in den Nationalrat gewählt. Im selben Jahr bekämpfte die EDU die Teilnahme der Schweiz an den UNO-Blauhelmtruppen. Im Jahr 1995 wählte die EDU mit dem bernischen Grossrat und späteren Nationalrat Christian Waber einen neuen Parteipräsidenten. Neben Gewerkschaften, SP, Grünen und EVP trug auch die EDU 1996 das Referendum gegen das revidierte Arbeitsgesetz (Lockerung der Regeln zu Nacht- und Sonntagsarbeit) mit und sprach sich gegen «grenzenlose Konsummöglichkeiten» aus. Das Referendum hatte Erfolg, das Arbeitsgesetz wurde in der Volksabstimmung mit 67 % abgelehnt.
Die Eidgenössisch-Demokratische Union ergriff 1998 das Referendum gegen den Bundesbeschluss über die ärztliche Verschreibung von Heroin (erweiterte Heroinabgabe), dies aus Besorgnis über die nach ihrer Ansicht verhängnisvolle Entwicklung der Drogenpolitik. In den 1990er-Jahren wurden in verschiedenen Kantonen neue Kantonalsektionen gegründet. Im Jahr 2003 gewann die EDU mit Markus Wäfler aus dem Kanton Zürich einen zweiten Nationalratssitz. Bei den Schweizer Parlamentswahlen 2007 am 21. Oktober 2007 konnte die EDU ihren Stimmenanteil von 1,3 Prozent halten, verlor ihren Zürcher Nationalratssitz aber wieder. Bei den Schweizer Parlamentswahlen 2011 musste die EDU auch den Sitz im Kanton Bern abgeben und war bis 2019 nicht mehr im Nationalrat vertreten.
Im Jahr 2005 hatte die EDU gemeinsam mit der EVP mit 67'000 Unterschriften das Referendum gegen die Partnerschaft gleichgeschlechtlicher Paare (Partnerschaftsgesetz) ergriffen. Das Gesetz wurde jedoch am 5. Juni 2005 von 58 Prozent der Stimmenden angenommen. Seit Anfang Mai 2007 unterstützten Mitglieder der EDU die Minarett-Initiative, die ein Bauverbot von Minaretten forderte. Die Initiative wurde am 29. November 2009 angenommen. Am 4. April 2008 beschloss die EDU einstimmig, das Referendum gegen das revidierte Betäubungsmittelgesetz und die darin enthaltene dauerhafte Verankerung der ärztlichen Heroinabgabe zu ergreifen. Mit der Unterstützung weiterer Organisationen und einiger Mitglieder der SVP kam das Referendum am 7. Juli 2008 zustande. In der Referendums-Abstimmung am 30. November 2008 wurde dieses Gesetz allerdings mit 68,1 Prozent Ja-Stimmen angenommen.

## Mandate im Nationalrat

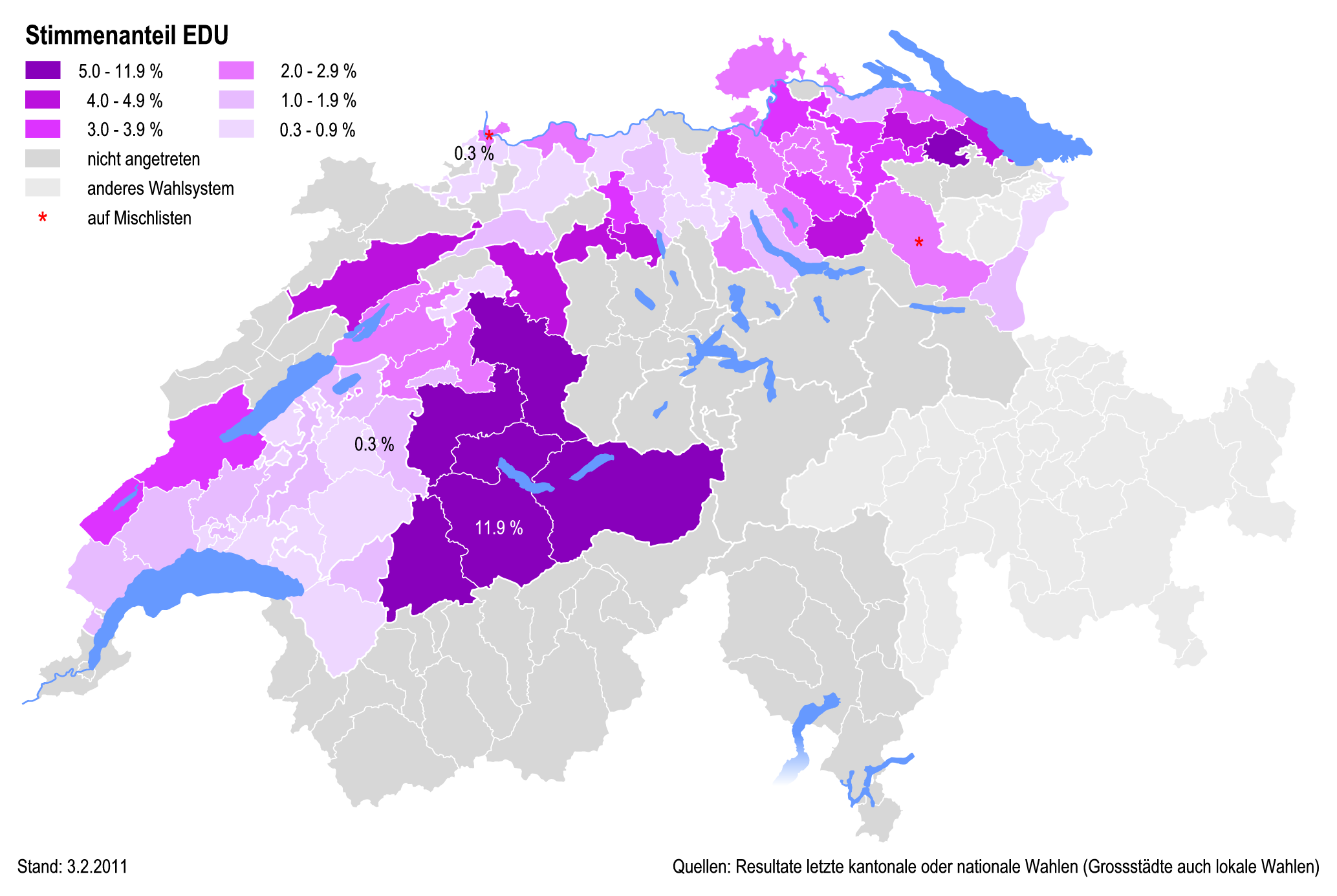
Stimmenanteile der EDU

Im Gründungsjahr 1975 war die EDU dank dem Parteiübertritt von Winifried Naegeli kurzzeitig im Nationalrat vertreten. Erstmals einen Sitz auf einer eigenen Liste erzielen konnte die EDU bei den Schweizer Parlamentswahlen 1991 mit dem Berner Werner Scherrer. Er vertrat die EDU als fraktionsloser Nationalrat bis 1997. Sein Nachfolger war Christian Waber. Dieser gehörte zwischen 1999 und 2003 einer gemeinsamen Fraktion mit den drei EVP-Nationalräten und dem parteilosen ehemaligen LdU-Nationalrat Roland Wiederkehr an.
Zwischen 2003 und 2007 war die EDU mit zwei Vertretern im Nationalrat (Waber sowie Markus Wäfler aus Zürich) vertreten. Sie bildeten zusammen mit den drei Nationalräten der Evangelischen Volkspartei (EVP) eine Fraktion.
Bei den Schweizer Parlamentswahlen 2007 verlor die EDU im Nationalrat den Zürcher Sitz wieder. Am 31. August 2009 trat Christian Waber zurück und wurde durch Andreas Brönnimann ersetzt. Brönnimann wurde Mitglied der SVP-Fraktion. Waber hatte dieser für kurze Zeit ebenfalls angehört, war dann aber aus der Fraktion ausgetreten, als die SVP infolge der Abwahl von Christoph Blocher aus dem Bundesrat den Gang in die Opposition beschlossen hatte.
Obwohl die EDU bei den Parlamentswahlen 2011 ihren gesamtschweizerischen Stimmenanteil von 1,3 Prozent halten konnte, war der Stimmenanteil im Kanton Bern nicht ausreichend, um den dortigen Sitz zu halten. Somit schieden Andreas Brönnimann und die EDU aus dem Nationalrat aus. Auch bei den Nationalratswahlen 2015 blieb die Partei ohne Sitz. Im Jahr 2019 konnte die EDU dagegen trotz leichten Stimmenverlusten wieder in den Nationalrat einziehen, im Kanton Bern wurde Andreas Gafner dank einer Listenverbindung zwischen der EDU und diversen Kleinstparteien gewählt.

## Mandate in den Kantonen
Die EDU ist in den Kantonsparlamenten der Kantone Aargau (drei Sitze), Bern (fünf Sitze), Schaffhausen (zwei Sitze), Thurgau (fünf Sitze) und Zürich (drei Sitze) vertreten.
Die EDU bildet in den Kantonen Bern und Thurgau je eigene Fraktionen, in den Kantonen Aargau, Schaffhausen und Zürich gehören die EDU-Abgeordneten der Fraktion der SVP an.
| Jahr | National- rat | Kantonsparlamente | Kantonsparlamente | Kantonsparlamente | Kantonsparlamente | Kantonsparlamente | Kantonsparlamente | Kantonsparlamente | Kantonsparlamente | Kantonsparlamente | Kantonsparlamente | Kantonsparlamente | Kantonsparlamente | Kantonsparlamente | Kantonsparlamente | Kantonsparlamente | Kantonsparlamente | Kantonsparlamente | Kantonsparlamente | Kantonsparlamente | Kantonsparlamente | Kantonsparlamente | Kantonsparlamente | Kantonsparlamente | Kantonsparlamente | Kantonsparlamente | Kantonsparlamente |
| Jahr | National- rat | ZH                | BE                | LU                | UR                | SZ                | OW                | NW                | GL                | ZG                | FR                | SO                | BS                | BL                | SH                | AR                | AI                | SG                | GR                | AG                | TG                | TI                | VD                | VS                | NE                | GE                | JU                |
| --- | ------------- | ----------------- | ----------------- | ----------------- | ----------------- | ----------------- | ----------------- | ----------------- | ----------------- | ----------------- | ----------------- | ----------------- | ----------------- | ----------------- | ----------------- | ----------------- | ----------------- | ----------------- | ----------------- | ----------------- | ----------------- | ----------------- | ----------------- | ----------------- | ----------------- | ----------------- | ----------------- |
| 2007 | 1,3           | 2,8               |                   | n. a.             |                   |                   |                   |                   |                   |                   |                   |                   |                   | 0,3               |                   | *                 | *                 |                   |                   |                   |                   | 0,4               | 0,9               |                   |                   |                   |                   |
| 2008 |               |                   |                   |                   | n. a.             | n. a.             |                   |                   |                   |                   |                   |                   | 0,6               |                   | 2,3               |                   |                   | 0,3               |                   |                   | 3,9               |                   |                   |                   |                   |                   |                   |
| 2009 |               |                   |                   |                   |                   |                   |                   |                   |                   |                   |                   | 0,3               |                   |                   |                   |                   |                   |                   |                   | 1,8               |                   |                   |                   | n. a.             | n. a.             | n. a.             |                   |
| 2010 |               |                   | 4,4               |                   |                   |                   | n. a.             | n. a.             | 0,3               | n. a.             |                   |                   |                   |                   |                   |                   |                   |                   | *                 |                   |                   |                   |                   |                   |                   |                   | 0,7               |
| 2011 | 1,3           | 2,6               |                   | n. a.             |                   |                   |                   |                   |                   |                   | n. a.             |                   |                   | n. a.             |                   | n. a.             | *                 |                   |                   |                   |                   | 0,3               |                   |                   |                   |                   |                   |
| 2012 |               |                   |                   |                   | n. a.             | n. a.             |                   |                   |                   |                   |                   |                   | 0,4               |                   | 3,5               |                   |                   | 0,6               |                   | 1,7               | 4,6               |                   | 0,5               |                   |                   |                   |                   |
| 2013 |               |                   |                   |                   |                   |                   |                   |                   |                   |                   |                   | 0,4               |                   |                   |                   |                   |                   |                   |                   |                   |                   |                   |                   | n. a.             | n. a.             | n. a.             |                   |
| 2014 |               |                   | 4,1               |                   |                   |                   | n. a.             | n. a.             | n. a.             | n. a.             |                   |                   |                   |                   |                   |                   |                   |                   | *                 |                   |                   |                   |                   |                   |                   |                   |                   |
| 2015 | 1,2           | 2,7               |                   | n. a.             |                   |                   |                   |                   |                   |                   |                   |                   |                   | n. a.             |                   | n. a.             | *                 |                   |                   |                   |                   | 0,6               |                   |                   |                   |                   | 0,9               |
| 2016 |               |                   |                   |                   | n. a.             | n. a.             |                   |                   |                   |                   | n. a.             |                   | 0,1               |                   | 3,9               |                   |                   | 0,4               |                   | 1,8               | 4,6               |                   |                   |                   |                   |                   |                   |
| 2017 |               |                   |                   |                   |                   |                   |                   |                   |                   |                   |                   | 0,2               |                   |                   |                   |                   |                   |                   |                   |                   |                   |                   | 0,2               | n. a.             | n. a.             |                   |                   |
| 2018 |               |                   | 3,8               |                   |                   |                   | n. a.             | n. a.             | n. a.             | n. a.             |                   |                   |                   |                   |                   |                   |                   |                   | *                 |                   |                   |                   |                   |                   |                   | n. a.             |                   |
| 2019 | 1,0           | 2,3               |                   | n. a.             |                   |                   |                   |                   |                   |                   |                   |                   |                   | n. a.             |                   | n. a.             | *                 |                   |                   |                   |                   | 0,7               |                   |                   |                   |                   |                   |
| 2020 |               |                   |                   |                   | n. a.             | n. a.             |                   |                   |                   |                   |                   |                   | n. a.             |                   | 3,4               |                   |                   | 0,4               |                   | 1,9               | 4,4               |                   |                   |                   |                   |                   | 0,5               |
| 2021 |               |                   |                   |                   |                   |                   |                   |                   |                   |                   | 0,2               | n. a.             |                   |                   |                   |                   |                   |                   |                   |                   |                   |                   |                   | n. a.             | n. a.             |                   |                   |
| 2022 |               |                   | 4,2               |                   |                   |                   | n. a.             | n. a.             | n. a.             | n. a.             |                   |                   |                   |                   |                   |                   |                   |                   | n. a.             |                   |                   |                   | 0,4               |                   |                   |                   |                   |
| 2023 | 1,2           | 1,9               |                   | n. a.             |                   |                   |                   |                   |                   |                   |                   |                   |                   | n. a.             |                   | n. a.             | *                 |                   |                   |                   |                   | n. a.             |                   |                   |                   | n. a.             |                   |
| 2024 |               |                   |                   |                   | n. a.             | 0,2               |                   |                   |                   |                   |                   |                   | 0,1               |                   | 3,3               |                   |                   | 0,1               |                   | 1,8               | 4,7               |                   |                   |                   |                   |                   |                   |
| 2025 |               |                   |                   |                   |                   |                   |                   |                   |                   |                   |                   | …                 |                   |                   |                   |                   |                   |                   |                   |                   |                   |                   |                   | …                 | …                 |                   | …                 |
| Legende: * – Landsgemeinde oder Majorzwahlen/Gemeindeversammlungen in mehreren/allen Wahlkreisen; … – zuk. Wahlen im laufenden Jahr; rot – Einzug ins Parlament; n. a. – nicht angetreten; Wahlergebnisse in Prozent; Quelle: |               |                   |                   |                   |                   |                   |                   |                   |                   |                   |                   |                   |                   |                   |                   |                   |                   |                   |                   |                   |                   |                   |                   |                   |                   |                   |                   |

## Personen

### Parteipräsidenten
Die folgenden Politiker waren Parteipräsidenten der Eidgenössisch-Demokratischen Union der Schweiz:
- 1979–1989: Peter Rüst
- 1989–1995: Werner Scherrer
- 1995–2001: Christian Waber
- 2001–2020: Hans Moser
- seit 2020: Daniel Frischknecht